# Przejście graniczne Kostrzyn-Kietz (drogowe)
Przejście graniczne Kostrzyn-Kietz – istniejące w latach 1992–2007 polsko-niemieckie drogowe przejście graniczne, położone w województwie lubuskim, w powiecie gorzowskim, w gminie miejskiej, w miejscowości Kostrzyn nad Odrą.

## Opis
Przejście graniczne Kostrzyn-Kietz z miejscem odprawy granicznej po stronie polskiej w miejscowości Kostrzyn nad Odrą i po stronie niemieckiej w miejscowości Kietz, zostało uruchomione 21 listopada 1992. Czynne było całą dobę. Dopuszczone było przekraczanie granicy dla ruchu osobowego i towarowego pojazdami o dopuszczalnej masie całkowitej do 3,5 tony oraz mały ruch graniczny. 16 kwietnia 2004 rozszerzono o ruch towarowy pojazdami, o dopuszczalnej masie całkowitej do 7,5 tony. Wyłączone zostały z ruchu pojazdy lawetowe, towary podlegające kontroli weterynaryjnej i ładunki niebezpieczne. Ruch towarowy mógł się odbywać w godz 6.00–22.00. W soboty i niedziele oraz dni ustawowo wolne od pracy ruch towarowy nie był dozwolony. Kontrolę graniczną osób, towarów i środków transportu wykonywała kolejno: Graniczna Placówka Kontrolna Straży Granicznej w Kostrzynie nad Odrą (GPK SG w Kostrzynie nad Odrą) i Placówka Straży Granicznej w Kostrzynie nad Odrą. Obie miejscowości łączył most na Odrze. Do przejścia granicznego po stronie polskiej prowadziła droga krajowa nr 22, a po stronie niemieckiej droga krajowa nr Bundesstraße 1.
21 grudnia 2007 na mocy układu z Schengen przejście graniczne zostało zlikwidowane.

### Przejście graniczne z NRD
W październiku 1945 na granicy polsko-niemieckiej, w ramach tworzących się Wojsk Ochrony Pogranicza utworzono Przejściowy Punkt Kontrolny Kostrzyn nr 9 – drogowy III kategorii.

## Galeria

Przejście graniczne Kostrzyn-Kietz (drogowe)
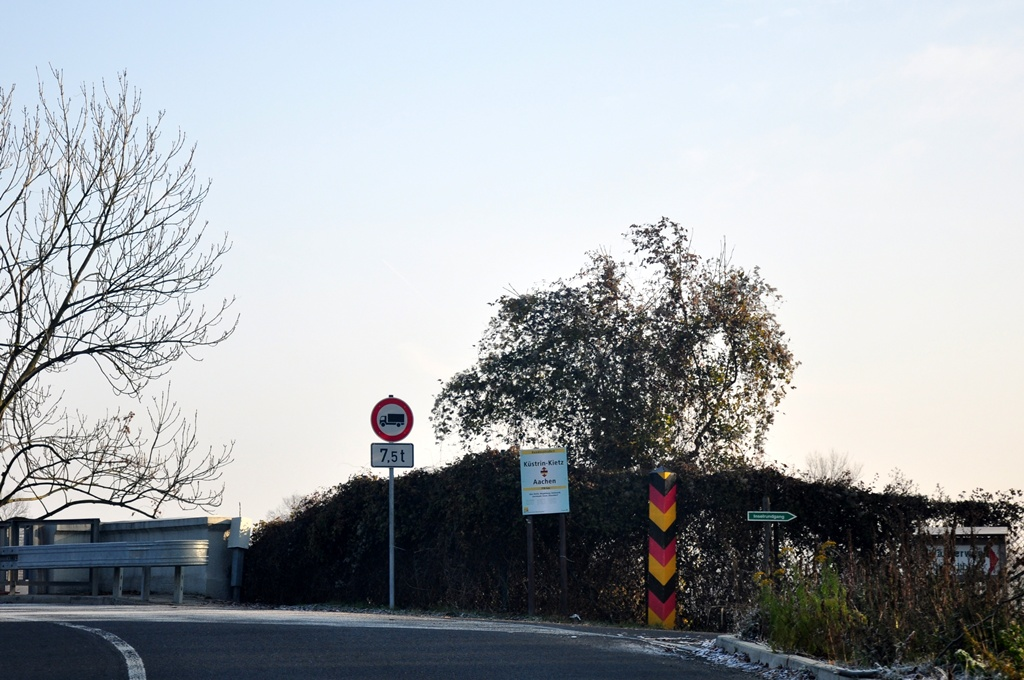
(listopad 2011)
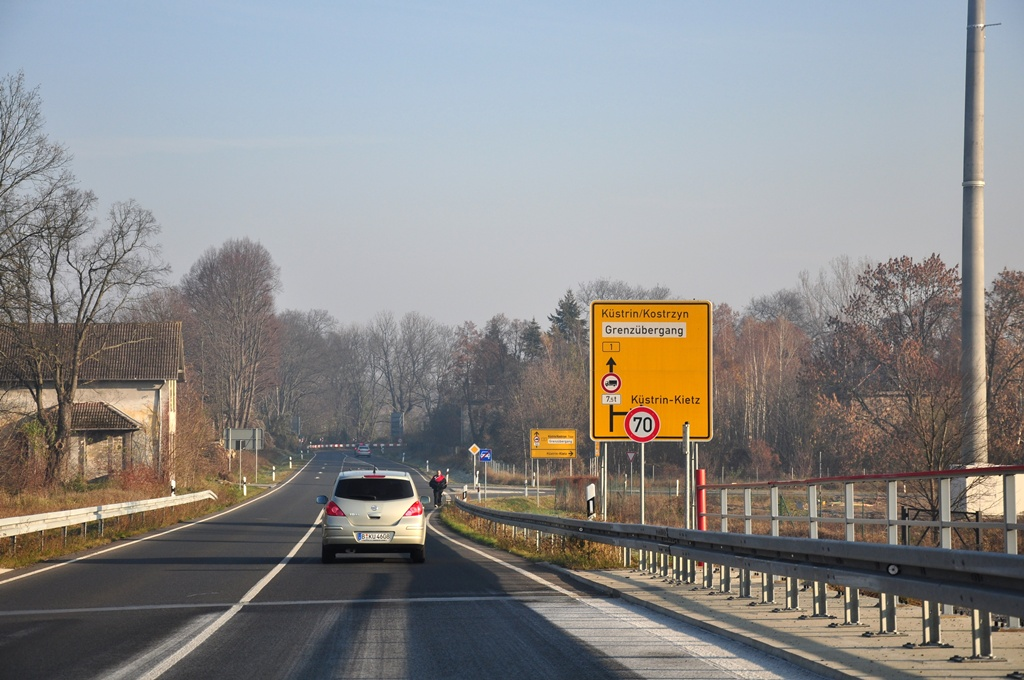
(listopad 2011)
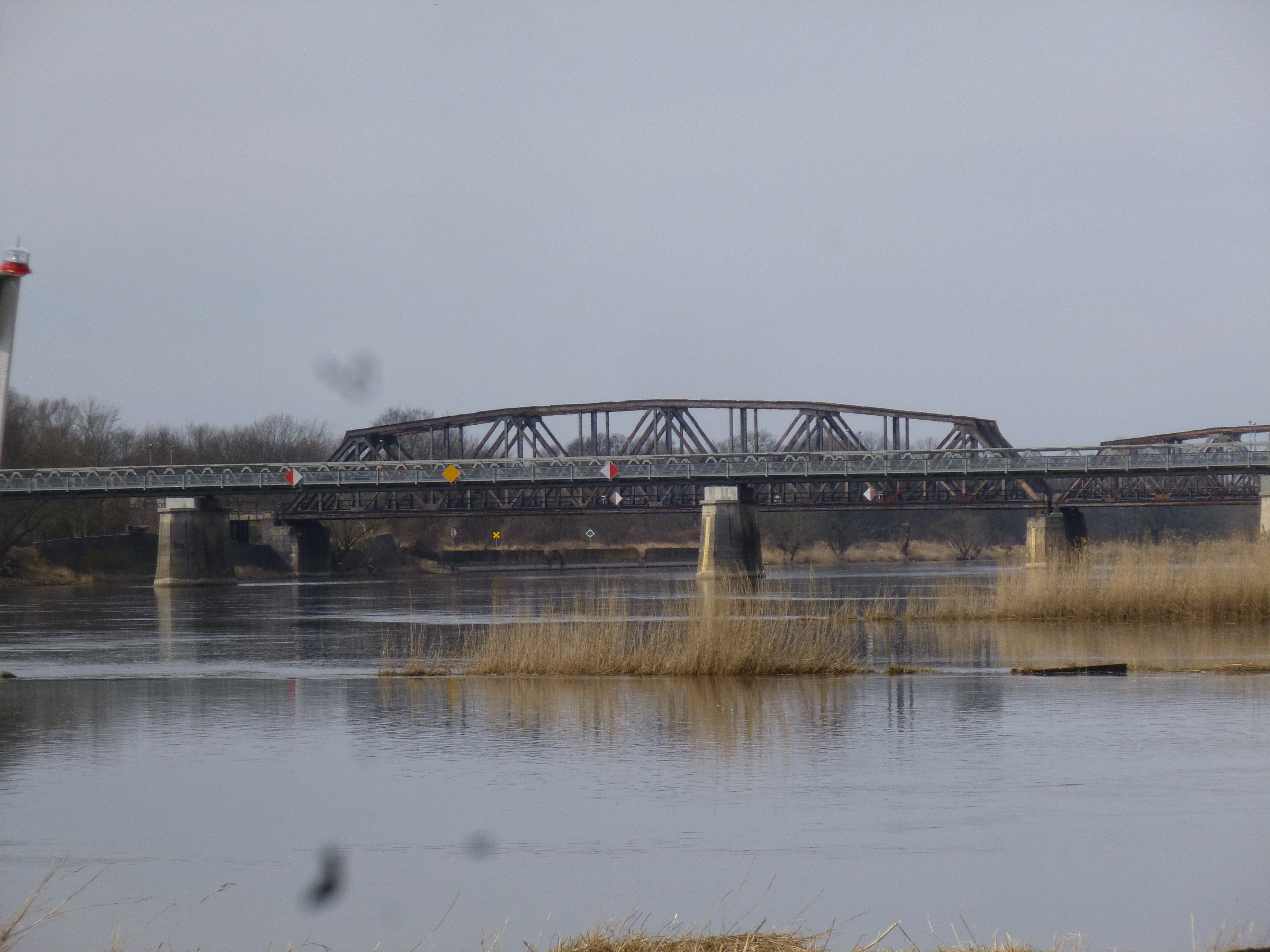
(marzec 2018)